# 철-황 단백질
철-황 단백질(鐵黃蛋白質, 영어: iron–sulfur protein)은 다양한 산화 상태에서 황화물에 결합된 이철, 삼철, 사철 중심을 포함하는 철-황 클러스터의 존재를 특징으로 하는 단백질이다. 철-황 클러스터는 페레독신, NADH 탈수소효소, 수소화효소, 조효소 Q-사이토크롬 c 환원효소, 석신산-조효소 Q 환원효소 및 질소고정효소와 같은 다양한 금속 단백질에서 발견된다. 철-황 클러스터는 미토콘드리아와 엽록체에서 전자전달과정의 산화환원반응에서의 역할로 가장 잘 알려져 있다. 산화적 인산화에 관여하는 복합체 I과 복합체 II는 둘 다 여러 개의 철-황 클러스터를 가지고 있다. 이들은 아코니테이스에 의해 설명되는 촉매작용, S-아데노실메티오닌(SAM)-의존성 효소에 의해 설명되는 라디칼 생성, 리포산 및 비오틴 생합성에서 황 공여체로서의 기능을 비롯한 다른 많은 기능들을 가지고 있다. 또한 일부 철-황 단백질은 유전자 발현을 조절한다. 철-황 단백질은 다이나이트로실 철 착물을 형성하는 생물생성성 산화 질소의 공격에 취약하다. 대부분의 철-황 단백질에서 Fe의 말단 리간드는 싸이올레이트이지만, 예외가 존재한다.
대부분의 생물체의 대사 경로에서 이러한 단백질이 널리 퍼져 있는 것은 일부 과학자들이 철-황 화합물이 철-황 세계 이론에서 생명의 기원에 중요한 역할을 했다는 이론을 세우는 데 역할을 했다.

## 구조 모티프
거의 모든 철-황 단백질에서 Fe 중심은 사면체이고 말단 리간드는 시스테닐 잔기의 싸이올라토 황 중심이다. 황화물 그룹은 2개 또는 3개의 배위 결합을 갖는다. 이러한 기능을 가지고 있는 세 가지 다른 종류의 철-황 클러스터가 가장 일반적이다.

### 2Fe–2S 클러스터

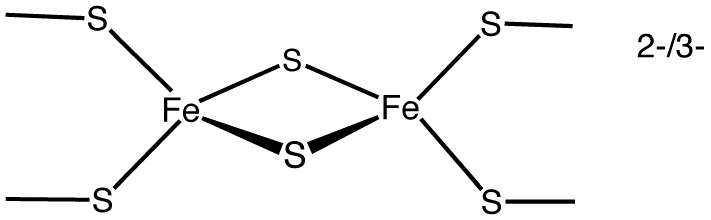
2Fe–2S 클러스터

가장 단순한 다금속 시스템인 [Fe2S2] 클러스터는 2개의 황화물 이온에 의해 가교되고, 4개의 시스테닐 리간드(Fe2S2 페레독신에서) 또는 2개의 시스테인과 2개의 히스티딘(리에스케 단백질에서)에 의해 배위되는 2개의 철 이온으로 구성된다. 산화된 단백질은 2개의 Fe3+ 이온을 포함하는 반면, 환원된 단백질은 1개의 Fe3+ 이온 및 1개의 Fe2+ 이온을 포함한다. 이 화학종은(FeIII)2와 FeIIIFeII의 두 가지 산화 상태로 존재한다. CDGSH 철 황 도메인은 2Fe–2S 클러스터와도 관련이 있다.

### 4Fe–4S 클러스터
공통 모티프는 4개의 철 이온과 4개의 황화물 이온이 쿠베인형 클러스터의 꼭짓점에 위치하는 것을 특징으로 한다. Fe 중심은 일반적으로 시스테닐 리간드에 의해 추가로 배위된다. [Fe4S4] 전자전달 단백질([Fe4S4] 페레독신)은 저전위(세균형) 페레독신과 고전위 페레독신(HiPIP)로 좀 더 세분화될 수 있다. 저전위 페레독신 및 고전위 페레독신은 다음의 산화환원체계와 관련이 있다.
|  |

고전위 철-황 단백질(HiPIP)에서 클러스터는 [2Fe3+, 2Fe2+] (Fe4S42+)와 [3Fe3+, Fe2+] (Fe4S43+)사이를 왕복한다. 이 산화환원 쌍의 전위 범위는 0.4~0.1 V이다. 세균의 페레독신에서 산화 상태의 쌍은 [Fe3+, 3Fe2+] (Fe4S4+) 및 [2Fe3+, 2Fe2+] (Fe4S42+)이다. 이 산화환원 쌍의 전위 범위는 −0.3에서 −0.7 V 사이이다. 4Fe–4S 클러스터의 2가지 패밀리는 Fe4S42+ 산화 상태를 공유한다. 산화환원 쌍의 차이는 수소 결합의 정도에 기인하며, 이는 시스테닐 싸이올레이트 리간드의 염기성을 강하게 변형시킨다. 세균의 페레독신보다 훨씬 더 환원성인 추가 산화환원 쌍은 질소고정효소와 관련이 있다.
일부 4Fe–4S 클러스터는 기질과 결합하기 때문에 효소 보조 인자로 분류된다. 아코니테이스에서 Fe–S 클러스터는 싸이올레이트 리간드가 없는 한 개의 Fe 중심에서 아코니트산과 결합한다. 클러스터는 산화환원을 거치지 않지만, 시트르산을 아이소시트르산으로 전환시키는 루이스 산 촉매 역할을 한다. 라디칼 SAM 효소에서 클러스터는 S-아데노실메티오닌과 결합하고 환원시켜 많은 생합성에 관여하는 라디칼을 생성한다.

### 3Fe–4S 클러스터
단백질은 또한 일반적인 [Fe4S4] 코어보다 1개의 철이 적은 것을 특징으로 하는 [Fe3S4] 중심을 포함하는 것으로 알려져 있다. 3개의 황화물 이온은 각각 2개의 철 이온과 연결되어 있고, 4번째 황화물은 3개의 철 이온과 연결되어 있다. 이들의 공식적인 산화 상태는 [Fe3S4]+ (모두 Fe3+ 형태)에서 [Fe3S4]2− (모두 Fe2+ 형태)까지 다양할 수 있다. 많은 철-황 단백질에서 [Fe4S4] 클러스터는 산화 및 한 개의 철 이온의 소실에 의해 [Fe3S4] 클러스터로 가역적으로 전환될 수 있다. 예를 들어 비활성 형태의 아코니테이스는 [Fe3S4]를 가지며 Fe2+ 및 환원제의 첨가에 의해 활성화된다.

### 기타 Fe–S 클러스터
보다 더 복잡한 다금속 시스템이 일반적이다. 예를 들어 질소고정효소의 8Fe 클러스터와 7Fe 클러스터를 모두 들 수 있다. 일산화 탄소 탈수소효소와 [FeFe]-수소화효소도 특이한 Fe–S 클러스터를 특징으로 한다. 특별한 6 시스테인-배위 [Fe4S3] 클러스터가 산소 내성 막 결합 [NiFe] 수소화효소에서 발견되었다.

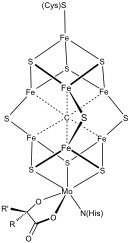
질소고정효소에서 철-몰리브네넘 보조 인자 클러스터의 구조. 클러스터는 아미노산 잔기인 시스테인과 히스티딘에 의해 단백질에 연결된다.

## 생합성
Fe–S 클러스터의 생합성은 잘 연구되었다. 철-황 클러스터의 생합성은 대장균, 아조토박터 비넬란디이(Azotobacter vinelandii), 효모인 사카로미세스 세레비시아(Saccharomyces cerevisiae)에서 가장 광범위하게 연구되었다. 지금까지 세균에서 처음으로 확인된 nif, suf, isc 시스템의 적어도 3가지의 다른 생합성 시스템이 확인되었다. nif 시스템은 질소고정효소의 클러스터를 담당한다. suf 및 isc 시스템이 보다 더 일반적이다.
효모의 isc 시스템이 가장 잘 설명되어 있다. 여러 단백질들은 isc 경로를 통해 생합성 체계를 구성한다. 이 과정은 다음과 같이 두 가지 주요 단계로 진행된다. (1) Fe–S 클러스터는 스캐폴드 단백질 상에서 조립된 다음, (2) 미리 형성된 클러스터를 수용체 단백질로 이동시킨다. 이 과정의 첫 번째 단계는 원핵생물의 세포질이나 진핵생물의 미토콘드리아에서 일어난다. 따라서 고등 생물에서 클러스터는 미토콘드리아 밖으로 수송되어 미토콘드리아 외부의 효소로 통합된다. 이러한 생물체는 또한 원핵생물의 시스템에서 발견되는 단백질과 상동이 아닌 Fe–S 클러스터 수송 및 통합 과정에 관여하는 단백질의 세트를 가지고 있다.

## 합성 유사체
자연적으로 생성되는 Fe–S 클러스터의 합성 유사체는 리처드 해들리 홈(Richard Hadley Holm)과 그 동료들에 의해 처음으로 보고되었다. 싸이올레이트와 황화물의 혼합물로 철 염을 처리하면 (Et4N)2Fe4S4(SCH2Ph)4]와 같은 유도체가 생성된다.

## 같이 보기
- 철-황 클러스터
- 리에스케 단백질
- 생물무기화학
- 철-결합 단백질
- 미토좀

## 더 읽을거리
- Beinert, H. (2000). “Iron-sulfur proteins: ancient structures, still full of surprises”. 《J. Biol. Inorg. Chem.》 5 (1): 2–15. doi:10.1007/s007750050002. PMID 10766431. S2CID 20714007.
- Beinert, H.; Kiley, P.J. (1999). “Fe-S proteins in sensing and regulatory functions”. 《Curr. Opin. Chem. Biol.》 3 (2): 152–157. doi:10.1016/S1367-5931(99)80027-1. PMID 10226040.
- Johnson, M.K. (1998). “Iron-sulfur proteins: new roles for old clusters”. 《Curr. Opin. Chem. Biol.》 2 (2): 173–181. doi:10.1016/S1367-5931(98)80058-6. PMID 9667933.
- Nomenclature Committee of the International Union of Biochemistry (NC-IUB) (1979). “Nomenclature of iron-sulfur proteins. Recommendations 1978”. 《Eur. J. Biochem.》 93 (3): 427–430. doi:10.1111/j.1432-1033.1979.tb12839.x. PMID 421685.
- Noodleman, L., Lovell, T., Liu, T., Himo, F. and Torres, R.A. (2002). “Insights into properties and energetics of iron-sulfur proteins from simple clusters to nitrogenase”. 《Curr. Opin. Chem. Biol.》 6 (2): 259–273. doi:10.1016/S1367-5931(02)00309-5. PMID 12039013.
- Spiro, T.G., Ed. (1982). 《Iron-sulfur proteins》. New York: Wiley. ISBN 0-471-07738-0.